# 潘進隆
潘進隆（1958年7月16日—），中華民國海軍陸戰隊中將、文官、慈善志工，生於臺灣臺北市眷村，現居於高雄市鳳山區眷村，陸軍官校49期步兵科畢業（69年班），2023年正式退休，曾任國防部（文職）參事（再任參事，中將退役後轉簡任第12職等），曾任副參謀總長、海軍副司令、國防部總督察長、馬英九總統府侍衛長、國防部參事（軍職調任）、海軍陸戰隊指揮官、海軍司令部副參謀長、三軍聯訓基地指揮官、海軍陸戰隊陸戰七七旅旅長、海軍陸戰隊烏坵守備區指揮官等重要軍職，2012年曾代表中華民國拜會時任美國海軍陸戰隊司令詹姆斯·阿莫斯，促成軍事外交上的一項紀錄。

## 紀錄

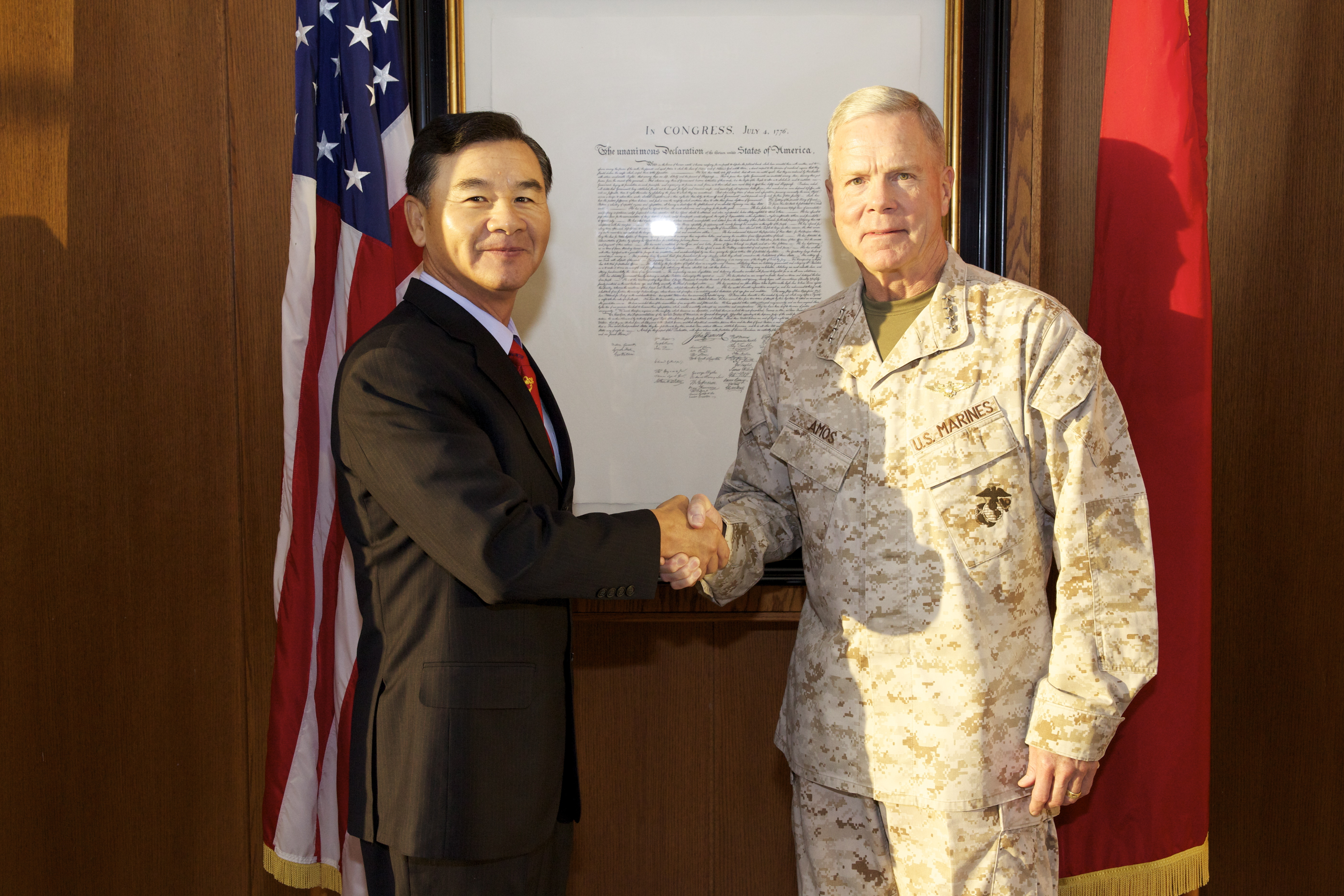
潘進隆中將（左）於美國訪問期間，與時任美國海軍陸戰隊司令詹姆斯·阿莫斯上將（右）合影，2012年9月28日。

潘進隆是中華民國歷史上第一位海軍陸戰隊出身的總統府侍衛長，此舉創下新紀錄。也是繼徐台生中將、謝雲龍中將後，第三位海軍陸戰隊出身的接掌海軍司令部副司令。更是國防部參謀本部史上第一位海軍陸戰隊出身的副參謀總長，此舉也創下新紀錄。與潘進隆同為陸軍官校49期畢業之中將出身者有季連成、陳寶餘、何安繼、許燕情。
2018年7月31日屆齡退伍，轉任文職參事，副參謀總長由海軍副司令蕭維民中將接任。